# Степан Фьодорович Апраксин
Степан Фьодорович Апраксин (10 август 1702 – 17 август 1758), роднина на Фьодор М. Апраксин, е командир на руските армии по време на Седемгодишната война. Често бива бъркан със сина си Степан Степанович Апраксин, който има забележителна военна кариера в служба на Екатерина Велика.

## Биография

### Младост
Апраксин воюва под управлението на граф Мюних срещу турците и бързо се издига до генералски чин. Участва в превземането на град Очаков през 1737 г. и носи в руската столица новини за залавянето на Хотин през 1739 г. Няколко години по-късно става ръководител на посолството на Русия в Персия.

### Политика
В руския двор Апраксин се превръща в един от най-яростните противници както на пропруската партия, така и на граф Лесток. Той е един от малкото предани поддръжници на канцлера Алексей Бестужев, който осигурява повишаването на Апраксин във фелдмаршал и назначението му да командва руската армия при избухването на Седемгодишната война през 1756 г.

### Седемгодишна война
На следващата година Апраксин поема командването на армията, нахлула в Прусия, и спечели битката при Грос-Егерсдорф на 30 август 1757 г., макар и с големи загуби. Вследствие на победата, руският двор очаква Апраксин да превземе цяла Прусия. Вместо това обаче, като чул, че императрица Елисавета е с тежко влошено здраве, Апраксин прекосява река Неман и се връща в Русия, за да подкрепи престолонаследника (бъдещия Петър III, който защитава интересите на Фридрих II) в случай на смърт на императрицата. Според друго тълкуване той е извикан от Бестужев, чиито врагове са планирали свалянето му от власт.

### Изгнание
Когато Елисавета се възстановява, Бестужев пада от власт и бива прогонен в изгнание, а Апраксин е под подозрение, че е получавал подкупи от пруския крал. Изправен на съд, той умира в затвора при мистериозни обстоятелства през август 1758 г., преди военният трибунал да вземе решение относно причините за скандалното му отстъпление. Заменен е като командир в Прусия от Уилям Фермор.